# ويليام ستون (موسيقي)
ويليام ستون (بالإنجليزية: William Stone)‏ هو موسيقي ومغني أوبرا ومغني أمريكي، ولد في 12 مارس 1944.